# Nuoto ai campionati mondiali di nuoto 2009 - 800 metri stile libero femminili
La specialità dei 800 metri stile libero femminili ai campionati mondiali di nuoto 2009 si è svolta al complesso natatorio del Foro Italico di Roma, in Italia.
Le qualifiche per la finale si sono svolte la mattina del 31 luglio 2009, mentre la finale si è svolta la sera del 1º agosto 2009.

## Medaglie
| Posizione | Atleta          | Paese       |
| --------- | --------------- | ----------- |
|           | Lotte Friis     | Danimarca   |
|           | Joanne Jackson  | Regno Unito |
|           | Alessia Filippi | Italia      |

## Record
Il record del mondo (WR) e il record dei campionati (CR) sono i seguenti.
|  | 8'14"10 | Rebecca Adlington Regno Unito | 16 agosto 2008 Pechino, Cina       |
|  | 8'18"52 | Kate Ziegler Stati Uniti      | 31 marzo 2007 Melbourne, Australia |

Durante l'evento sono stati migliorati i seguenti record:
| Data      | Evento | Atleta      | Nazione   | Tempo   | Record |
| --------- | ------ | ----------- | --------- | ------- | ------ |
| 1º agosto | Finale | Lotte Friis | Danimarca | 8'15"92 |        |

## Risultati batterie
| Pos. | Atleta                   | Nazionalità     | Tempo    | Batteria | Corsia | Note |
| ---- | ------------------------ | --------------- | -------- | -------- | ------ | ---- |
| 1    | Rebecca Adlington        | Regno Unito     | 8:20.53  | 5        | 4      |      |
| 2    | Joanne Jackson           | Regno Unito     | 8:20.80  | 3        | 4      |      |
| 3    | Camelia Alina Potec      | Romania         | 8:22.03  | 4        | 4      |      |
| 4    | Alessia Filippi          | Italia          | 8:24.03  | 5        | 5      |      |
| 5    | Lotte Friis              | Danimarca       | 8:25.72  | 4        | 5      |      |
| 6    | Erika Villaécija         | Spagna          | 8:26.58  | 5        | 3      |      |
| 7    | Wendy Trott              | Sudafrica       | 8:27.26  | 3        | 3      |      |
| 8    | Kristel Kobrich Schimpl  | Cile            | 8:27.90  | 3        | 2      |      |
| 8    | Ophélie-Cyrielle Étienne | Francia         | 8:27.90  | 4        | 6      |      |
| 10   | Chloe Sutton             | Stati Uniti     | 8:29.25  | 5        | 6      |      |
| 11   | Coralie Balmy            | Francia         | 8:31.39  | 4        | 3      |      |
| 12   | Eider Santamaria         | Spagna          | 8:33.51  | 4        | 2      |      |
| 13   | Andreína Pinto           | Venezuela       | 8:34.17  | 3        | 6      |      |
| 14   | Junni Ren                | Cina            | 8:36.14  | 4        | 1      |      |
| 15   | Melissa Gorman           | Australia       | 8:36.37  | 3        | 7      |      |
| 16   | Jördis Steinegger        | Austria         | 8:36.82  | 5        | 8      |      |
| 17   | Patricia Castaneda       | Messico         | 8:36.98  | 3        | 9      |      |
| 18   | Blair Evans              | Australia       | 8:38.10  | 5        | 2      |      |
| 19   | Elena Sokolova           | Russia          | 8:39.09  | 3        | 5      |      |
| 20   | Nuala Murphy             | Irlanda         | 8:39.17  | 4        | 9      |      |
| 21   | Maiko Fujino             | Giappone        | 8:40.18  | 5        | 1      |      |
| 22   | Grainne Murphy           | Irlanda         | 8:40.23  | 5        | 9      |      |
| 23   | Susana Escobar           | Messico         | 8:41.10  | 4        | 8      |      |
| 24   | Lynette Lim              | Singapore       | 8:42.16  | 2        | 2      |      |
| 25   | Natsumi Iwashita         | Giappone        | 8:44.43  | 3        | 1      |      |
| 26   | Swann Oberson            | Svizzera        | 8:44.93  | 2        | 4      |      |
| 27   | Yanel Pinto              | Venezuela       | 8:45.45  | 2        | 1      |      |
| 28   | Haley Anderson           | Stati Uniti     | 8:45.91  | 4        | 7      |      |
| 29   | Nina Cesar               | Slovenia        | 8:47.51  | 5        | 7      |      |
| 30   | Savannah King            | Canada          | 8:48.01  | 5        | 0      |      |
| 31   | Iris Matthey             | Svizzera        | 8:49.28  | 2        | 5      |      |
| 32   | ChinKuei Yang            | Taipei cinese   | 8:49.70  | 2        | 6      |      |
| 33   | Nina Dittrich            | Austria         | 8:51.65  | 3        | 0      |      |
| 34   | Erica Cirila Totten      | Filippine       | 8:53.34  | 2        | 8      |      |
| 35   | Youn Soo Cho             | Corea del Sud   | 8:56.08  | 2        | 7      |      |
| 36   | Nika Karlina Petric      | Slovenia        | 8:56.71  | 3        | 8      |      |
| 37   | Samantha Arevalo         | Ecuador         | 9:05.74  | 2        | 0      |      |
| 38   | Cai Lin Khoo             | Malaysia        | 9:05.77  | 2        | 3      |      |
| 39   | Hui Yu Koh               | Singapore       | 9:10.25  | 1        | 5      |      |
| 40   | Andrea Cedrón            | Perù            | 9:14.90  | 1        | 4      |      |
| 41   | Nada Abbas               | Egitto          | 9:15.62  | 2        | 9      |      |
| 42   | ShengYo Ting             | Taipei cinese   | 9:20.80  | 1        | 3      |      |
| 43   | Daniela Miyahara Coello  | Perù            | 9:25.02  | 1        | 6      |      |
| 44   | Miriam Hatamleh          | Giordania       | 9:39.87  | 1        | 2      |      |
| 45   | Nicole Huerta            | Rep. Dominicana | 9:53.98  | 1        | 7      |      |
| 46   | Sakina Ghulam            | Pakistan        | 10:05.79 | 1        | 1      |      |
| 47   | Tieri Erasito            | Figi            | 10:52.89 | 1        | 8      |      |

## Risultati finale
| Pos. | Atleta                   | Nazionalità | Corsia | Tempo   | Note |
| ---- | ------------------------ | ----------- | ------ | ------- | ---- |
|      | Lotte Friis              | Danimarca   | 2      | 8:15.92 | CR   |
|      | Joanne Jackson           | Regno Unito | 5      | 8:16.66 |      |
|      | Alessia Filippi          | Italia      | 6      | 8:17.21 | NR   |
| 4    | Rebecca Adlington        | Regno Unito | 4      | 8:17.90 |      |
| 5    | Camelia Alina Potec      | Romania     | 3      | 8:20.44 |      |
| 6    | Erika Villaécija         | Spagna      | 7      | 8:25.97 |      |
| 7    | Ophélie-Cyrielle Étienne | Francia     | 8      | 8:26.35 |      |
| 8    | Wendy Trott              | Sudafrica   | 1      | 8:29.61 |      |
| 9    | Kristel Kobrich Schimpl  | Cile        | 0      | 8:30.10 |      |